# 수축기말 용적
수축기말 용적(end-systolic volume, ESV)는 수축이 끝날 때(수축기)와 충만이 시작될 때(확장기) 심실 내 혈액의 부피이다.
ESV는 심장주기의 어느 시점에서든 심실 내 혈액의 최소량이다. 수축기말 용적에 영향을 미치는 주요 요인은 후부하와 심장의 수축성이다.

## 같이 보기
- 심근수축력
- 세포액(cytosol)
- 세포질(cytoplasm)